# Compagnie d'électricité de Kyushu
La Compagnie d'électricité de Kyūshū (九州電力株式会社, Kyūshū denryoku kabushiki-gaisha), appelée aussi Kyuden, est basée dans l'île de Kyūshū, la troisième plus grande et la plus méridionale des quatre îles principales du Japon.

## Zone d'activité
Cette compagnie fournit l'électricité dans sept préfectures de l'île de Kyūshū :
- préfecture de Fukuoka,
- préfecture de Kumamoto,
- préfecture de Kagoshima,
- préfecture de Miyazaki,
- préfecture de Nagasaki,
- préfecture d'Ōita,
- préfecture de Saga,

et également dans quelques zones de la préfecture de Hiroshima.

## Événements marquants
- Création de la compagnie le 1er mai 1951.
- Novembre 2005 : début de la fourniture d'électricité pour la ville de Hiroshima, c'est la première fois que l'électricien japonais[pas clair] fournit de l'électricité en dehors de sa concession historique de l'île de Kyūshū.